# Wat Mahathat
Wat Mahathat (język tajski: วัวัดมหาธาตุ พระนครศรีอยุธยา) – ruiny świątyni buddyjska w parku historycznym Ajutthaja. Zbudowana podczas panowania króla Borommaracha Thirat I w drugiej połowie XIV w.

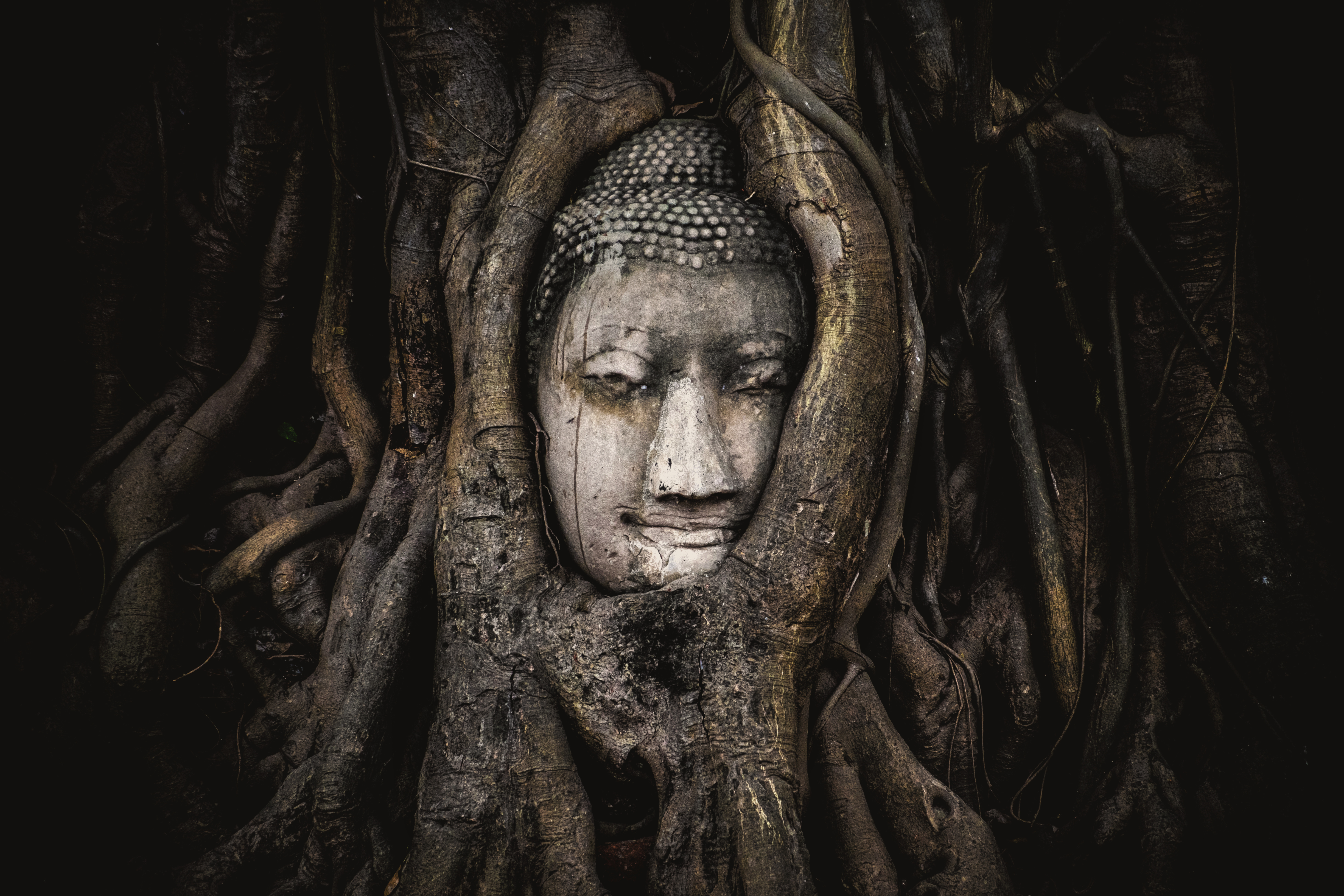
Kamienna rzeźba twarzy Buddy wrośnięta w korzenie drzewa, które wyrosło na ruinach świątyni

Najbardziej charakterystycznym miejscem świątyni jest kamienna rzeźba głowy Buddy obrośnięta przez korzenie drzewa.

## Architektura
W centralnej części zachowała się podstawa kolumny prangu otoczona przez lepiej zachowane czedi.